# Neuvy-en-Sullias
Neuvy-en-Sullias település Franciaországban, Loiret megyében. Lakosainak száma 1365 fő (2022. január 1.). Neuvy-en-Sullias Sigloy, Guilly, Tigy, Vannes-sur-Cosson és Viglain községekkel határos.

## Népesség
A település népességének változása:
| Lakosok száma | 408  | 590  | 798  | 1039 | 1289 | 1341 | 1362 | 1359 | 1356 | 1365 |
|               | 1968 | 1982 | 1990 | 2006 | 2013 | 2015 | 2017 | 2019 | 2020 | 2022 |